# Bentley 8 Litre
La Bentley 8 Litre est une limousine du début des années 1930 développée par le constructeur automobile britannique Bentley. Dévoilée en octobre 1930 au London Olympia motor show, il s’agit du modèle le plus imposant et le plus opulent construit jusqu’alors par Bentley, destiné à rivaliser avec la tout aussi luxueuse Rolls-Royce Phantom II. Son châssis est d’ailleurs vendu au prix de 1 850 £, ce qui fait de la 8 Litre un véhicule exclusif pour l’époque.
Victime comme beaucoup de constructeurs automobiles de la récession qui frappe l’Europe à la suite du krach de 1929, Bentley connaît en ce début d’année 1930 d’importantes difficultés financières. Son fondateur, Walter Owen Bentley, décide tout de même de poursuivre jusqu’à son terme le développement de la 8 Litre. Produite à cent exemplaires jusqu’en 1931, la 8 Litre est la dernière Bentley produite avant le rachat de l’entreprise par Rolls-Royce.
Bien que probablement la plus performante des Bentley d’entre-deux-guerre grâce à son moteur 6 cylindres en ligne de huit litres de cylindrée d’une puissance maximale de 225 ch, la Bentley 8 Litre n’a jamais participé aux 24 Heures du Mans, ni à d’autres prestigieuses compétitions, contrairement à ses victorieux prédécesseurs, les Bentley 3 Litre, 4½ Litre et 6½ Litre.

## Contexte et développement
Au début des années 1930, les Années folles, période de pleine croissance économique, cèdent brutalement leur place à la crise de Wall Street, plongeant l’Europe dans une grave dépression. En raison de coûts de fabrication élevés, d’une production de petite série et d’un engagement onéreux en sport automobile, Bentley Motors connaît à nouveau des difficultés financières que Woolf Barnato, principal actionnaire et chairman de l’entreprise depuis 1926, ne peut cette fois-ci résoudre sans mettre en péril sa fortune personnelle ; en effet, la fortune de Barnato avait déjà permis d’éviter le dépôt de bilan au constructeur quatre années plus tôt.
Peu avant la crise, Walter Owen Bentley, le fondateur de Bentley, décide d’entamer le développement d’un nouveau modèle, la 8 Litre, destiné à rafler le titre de « meilleur automobile du monde » à la Phantom II de Rolls-Royce, son principal concurrent. Étant donné le passé sportif de Bentley – ce dernier a entre autres déjà, en 1930, remporté cinq fois les 24 Heures du Mans –, la nouvelle automobile se doit d’être, en outre luxueuse et confortable, mais également rapide et puissante.
Une fois la crise survenue, Bentley ne peut se résoudre à suspendre le développement de la 8 Litre ; cette dernière avait en effet atteint un niveau de développement tel, que de ne pas le poursuivre aurait coûté plus cher. Le lancement en production de la 8 Litre est donc entamé en 1930 mais s’arrête moins de un an et demi après, la liquidation judiciaire de Bentley Motors ayant été prononcé en 1931.

## Technique

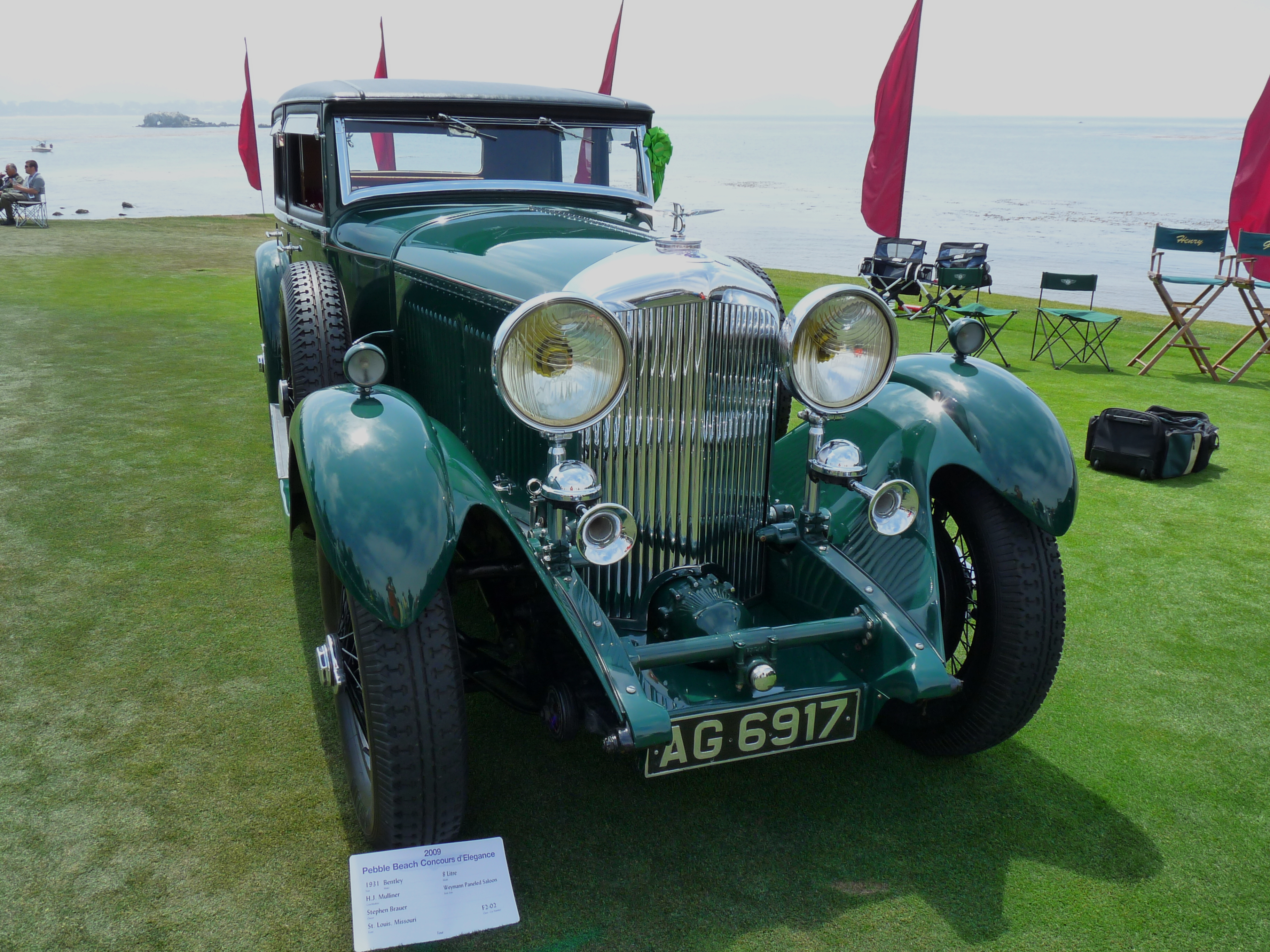
Une Bentley 8 Litre au concours d’élégance de Pebble Beach 2009.

Bien que, contrairement à ces prédécesseurs, la 8 Litre n’ait jamais été alignée au départ des 24 Heures du Mans, elle est la plus puissante et vraisemblablement la plus performante des automobiles Bentley construites jusqu’alors ; malgré des passages de rapports de boîte difficiles et une direction particulièrement lourde, son moteur est le plus puissant (il développe entre 200 et 225 ch selon le taux de compression) et certainement le plus coupleux, même si aucune mesure de couple n’est effectué à cette époque.
Son moteur à 6 cylindres en ligne d’une cylindrée 7 982 cm3 est d’ailleurs le plus gros jamais développé par le constructeur en 1930. Évolution du moteur de la Bentley 6½ Litre, il dispose par conséquent des mêmes techniques de pointe telles que les quatre soupapes par cylindre – à cette époque où la plupart des moteurs n’en ont que deux – actionnées par un simple arbre à cames. Le bloc-cylindres et la culasse sont réalisés dans un même bloc de fonte de manière à éviter d’éventuels problèmes d’étanchéité au niveau du joint de culasse. L’alimentation en carburant est quant à elle réalisée par deux double carburateurs SU, et l’allumage est réalisé par deux bougies placées horizontalement de part et d’autre de la chambre de combustion.
La 8 Litre est une limousine lourde (près de 2,5 t) et de grandes dimensions (plus de 5 m de longueur), parachevant cette évolution de l’automobile, déjà entamée avec la 6½ Litre, de « Toys for Boys » (« jouets pour garçons ») à celui de moyen de locomotion quotidien ; les gentleman drivers des années 1930 acquiert en effet des carrosseries plus souvent fermées et de plus en plus luxueuses, donc lourdes,, qui nécessitent un châssis plus massif. Deux empattements étaient d’ailleurs disponibles : une version courte de base de 3 658 mm et une version longue optionnelle de 3 962 mm. Comme ses prédécesseurs, le châssis de la 8 Litre est toujours constitué d’essieux rigides suspendus sur des ressorts à lames semi-elliptiques, Bentley ne désirant pas adopter des suspensions à roues indépendantes.

## Épilogue

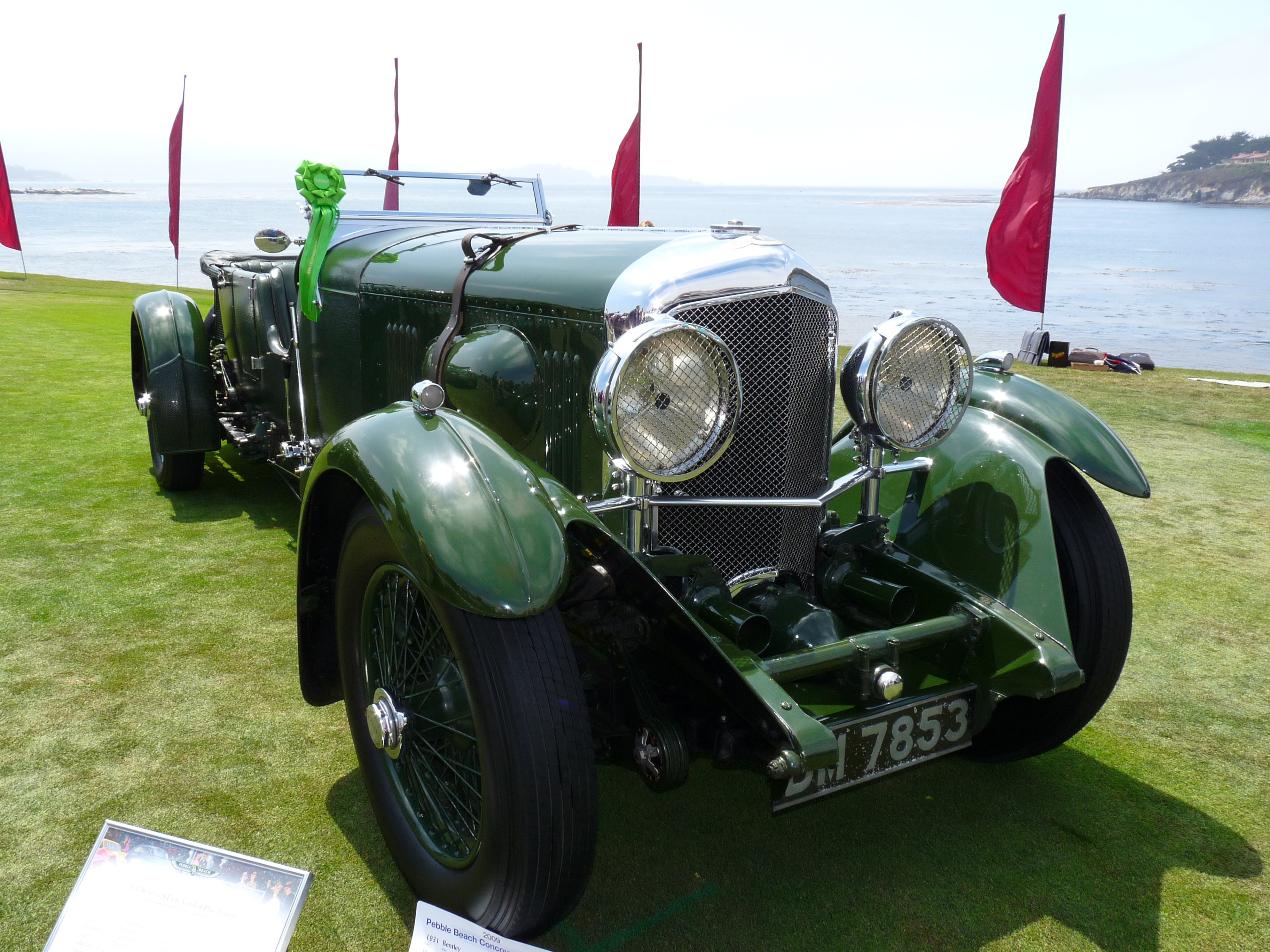
Une Bentley 8 Litre Tourer carrossée par Vanden Plas.

Tout juste cent exemplaires seront produits entre 1930 et 1931, dont une partie sous la gouvernance du syndic de faillite ; la plupart des célèbres carrosseries anglaises – Corsica, Vanden Plas, Barker ou encore Gurney Nutting – ont « habillé » une de ces 8 Litre. Rolls-Royce, qui fit l’acquisition de Bentley en novembre 1931 pour un montant de 125 175 £,, réalise par conséquent la mainmise sur la 8 Litre qui, semble-t-il, aurait pu fortement concurrencer sa Phantom II,.